# Böbing
Böbing település Németországban, azon belül Bajorországban. Lakosainak száma 1909 fő (2023. december 31.). Böbing Peiting és Hohenpeißenberg községekkel határos.

## Népesség
A település népessége az elmúlt években az alábbi módon változott:
| Lakosok száma | 759  | 1358 | 1231 | 1396 | 1779 | 1807 | 1811 | 1869 | 1902 | 1909 |
|               | 1875 | 1950 | 1975 | 1987 | 2012 | 2014 | 2016 | 2017 | 2021 | 2023 |